# Baumdiagramm

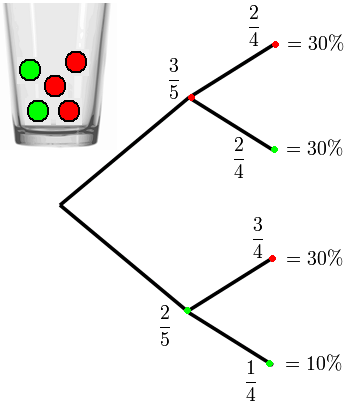
Beispiel für ein Baumdiagramm in der Wahrscheinlichkeitsrechnung: Zweimaliges Ziehen aus einer Urne ohne Zurücklegen der Kugeln

Ein Baumdiagramm (auch: Baumgraph, Stemma, Verzweigungsdiagramm) ist eine graphische Darstellung, welche die Beziehungen zwischen einzelnen Elementen eines Netzwerkes zueinander (also ihre Verwandtschaft oder hierarchische Abhängigkeiten) durch Verbindungslinien darstellt. Der Name leitet sich aus der verästelten Struktur dieser Darstellungen ab.
Man unterscheidet je nach Anwendungsgebiet:
Stammbaumzeigt die chronologische Aufeinanderfolge einzelner aufeinander bezogener Elemente
Entscheidungsbaumzeigt die verschiedenen möglichen Ergebnisse eines bestimmten Ablaufes hierarchischer Entscheidungen und wird meist ergänzend oder vorbereitend zur Entscheidungstabelle eingesetzt
Mindmapzeigt synoptisch die Bezüge verschiedener Kategorien von Begriffen oder Assoziationen zu einem bestimmten Oberbegriff
Kladogrammzeigt die Verwandtschaftsstruktur verschiedener systematisch benannter Lebewesen (Taxa)
Phylogenetischer Baumzeigt die Verwandtschaftsstruktur verschiedener Lebewesen bezogen auf ihre Genstruktur
Strukturbaumzur Aufgliederung eines Satzes oder Textes in seine Bestandteile (auch: Phrasenstrukturdiagramm).
Eine Sonderform des Baumdiagrammes ist das Dendrogramm, bei dem neben der Anzahl der Verzweigungen auch die Länge und/oder Stärke der Kanten (das sind die Verbindungslinien zwischen den einzelnen Knoten genannten Elementen des Netzwerkes) als charakterisierender Parameter verwendet wird. Ein Beispiel hierfür sind die phylogenetischen Bäume, mit denen in der Evolutionstheorie die langfristige Populationsdynamik dargestellt wird.
In der Graphentheorie werden diese verschiedenen Typen unter dem Begriff Baum
zusammengefasst und ihre einzelnen Eigenschaften theoretisch untersucht. Siehe hierzu auch den Artikel Baum (Datenstruktur).
Baumdiagramme werden auch in der Wahrscheinlichkeitsrechnung zur Darstellung mehrstufiger Zufallsexperimente benutzt, beispielsweise bei Urnenmodellen. Ein Baumdiagramm zur Veranschaulichung von Wahrscheinlichkeiten wird auch Wahrscheinlichkeitsbaum genannt.